# 108
Glej tudi: število 108
108 (CVIII) je bilo prestopno leto, ki se je po julijanskem koledarju začelo na soboto.

## Dogodki
- 1. januar